# آيت زاغار الشرقية (إمي نولاون)
آيت زاغار الشرقية هي إحدى مشيخات المملكة المغربية، تتبع جغرافيا لإقليم ورززات وإداريًا لإمي نولاون. يقدر عدد سكانها بـ 3349 نسمة حسب الإحصاء الرسمي للسكان والسكنى لسنة 2004.